# Palau Sant Jordi
Palác svatého Jiří (katalánsky Palau Sant Jordi) je moderní víceúčelová krytá aréna v Barceloně. Pořádají se v ní zejména sportovní a kulturní události. Kapacita pro sportovní akce činí 17 000 a pro kulturní účely 20 000 diváků. Byla navržena japonským architektem Aratou Isozakim.
Stala se jedním z hlavních dějišť Letních olympijských her 1992.

## Sportovní události
Z významných akcí lze uvést Halové mistrovství světa v atletice 1995 nebo Mistrovství světa ve futsalu 1996, V letech 1998 a 2003 byla aréna místem finálového turnaje čtyř nejlepších mužských basketbalových týmů Euroligy Final Four. Při druhém turnaji roku 2003 zvítězil domácí tým FC Barcelona Regal.
V roce 2000 se zde odehrálo finále 89. ročníku nejslavnější tenisové týmové soutěže Davis Cupu. V termínu 8. až 12. prosince v něm porazil tým Španělska Austrálii a získal poprvé v historii salátovou mísu. Hala se stala podruhé dějištěm finále Davisova poháru 2009, kdy v prosincovém utkání zvítězilo domácí Španělsko nad týmem České republiky 5:0.
Aréna byla hlavním závodištěm Mistrovství světa ve vodních sportech 2003. Po dobu šampionátu byl do ní dočasně zabudován plavecký bazén.

## Hudební koncerty

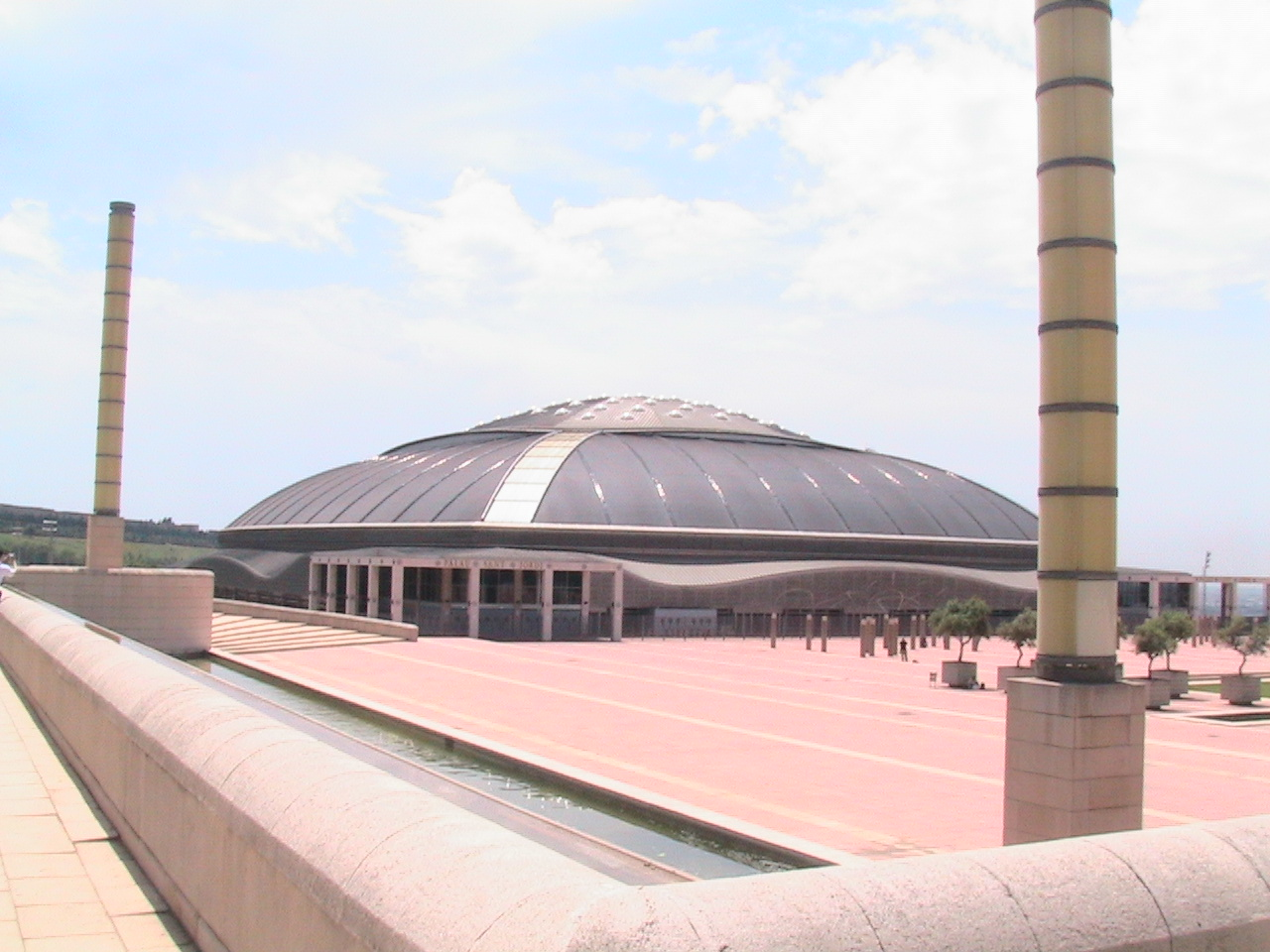
Palau Sant Jordi.

Palau Sant Jordi hostila řadu hudebních koncertů včetně:
- Tina Turner – Foreign Affair Tour – 1990
- Frank Sinatra – World Tour – 1992
- Paul McCartney – The New World Tour – 26. říjen & 27. říjen 1993
- AC/DC – Ballbreaker World Tour – 2. červenec & 3. červenec 1996
- Tina Turner – Wildest Dreams Tour – 17. září & 18. září 1996
- Aerosmith – Nine Lives Tour – 13. červen 1997
- Spice Girls – Spiceworld Tour – 13. březen 1998
- Luis Miguel – Amarte Es Un Placer Tour – 5. říjen & 6. říjen 1999
- Cher – Do You Believe? Tour – 15. prosinec 1999
- Ricky Martin – Livin' la Vida Loca Tour – 29. duben & 30. duben 2000
- Pearl Jam – Binaural Tour – 25. květen 2000
- Iron Maiden – Brave New World Tour – 23. červenec 2000
- Britney Spears – Oops!… I Did It Again World Tour – 22. říjen 2000
- AC/DC – Stiff Upper Lip Tour – 14. prosinec 2000
- Začátek Madonnina Drowned World Tour – 9. červen & 10. červen 2001
- Luis Miguel – Mis Romances Tour – 9. říjen 2002
- Natáčení Bruce Springsteen Live in Barcelona DVD – 16. říjen 2002
- Maná – Revolución de Amor Tour – 16. listopad 2002
- Shakira – Tour of the Mongoose – 10. prosinec 2002
- MTV Europe Music Awards roku 2002
- Christina Aguilera – Justified and Stripped Tour – 22. říjen 2003
- Phil Collins – Finally, The First Farewell Tour – 1. červenec 2004
- Luis Miguel – 33 Tour – 2. říjen, 2004
- Anastacia – Live at Last Tour – 20. listopad 2004
- Destiny's Child – Destiny Fulfilled … And Lovin' It – 11. červen 2005.
- Depeche Mode – Touring the Angel – 10. únor & 11. únor 2006
- Red Hot Chili Peppers – Stadium Arcadium Tour – 30. květen & 31. květen 2006
- Shakira – Oral Fixation Tour – 28. červen 2006
- Luis Miguel – Mexico En La Piel Tour – 30. duben 2007
- Beyoncé – The Beyoncé Experience – 27. květen 2007
- Maná – Amar es Combatir Tour – 26. červen 2007
- Take That – Beautiful World Tour 2007 – 20. říjen 2007
- The Cure – 4Tour|4Tour World Tour 2008 – 10. březen 2008
- Juanes – La Vida World Tour – 25. červen 2008
- RBD's Empezar desde Cero Tour 2008 – 25. srpen 2008[3]
- Coldplay – Viva la Vida Tour – 6. září 2008
- Gloria Estefan – 90 Millas World Tour – 17. září 2008
- AC/DC – Black Ice World Tour – 31. březen 2009
- Laura Pausini – World Tour 2009 – 30. duben 2009
- Beyoncé – Beyoncé's I Am… Tour – 20. květen 2009
- Deep Purple – Rapture of the Deep Tour – 14. srpen 2009
- Leonard Cohen – Summer Tour 2009 – 21. září 2009
- Green Day – 21st Century Breakdown World Tour – 1. říjen 2009
- Muse – The Resistance Tour – 27. listopad 2009
- Ben Hur Live – The Monutainment Arena Show – 26. a 27. prosinec 2009
- Harry Styles - Live On Tour 2018 - 30. března 2018
- Lana Del Rey – LA to the moon tour – 19. dubna 2018
- Katy Perry – Witness The Tour – 28. června 2018
- Shakira – El Dorado World Tour – 6. července 2018
- Dua Lipa - Future Nostalgia Tour - 1. června 2022